# Georg Heinrich Riebow

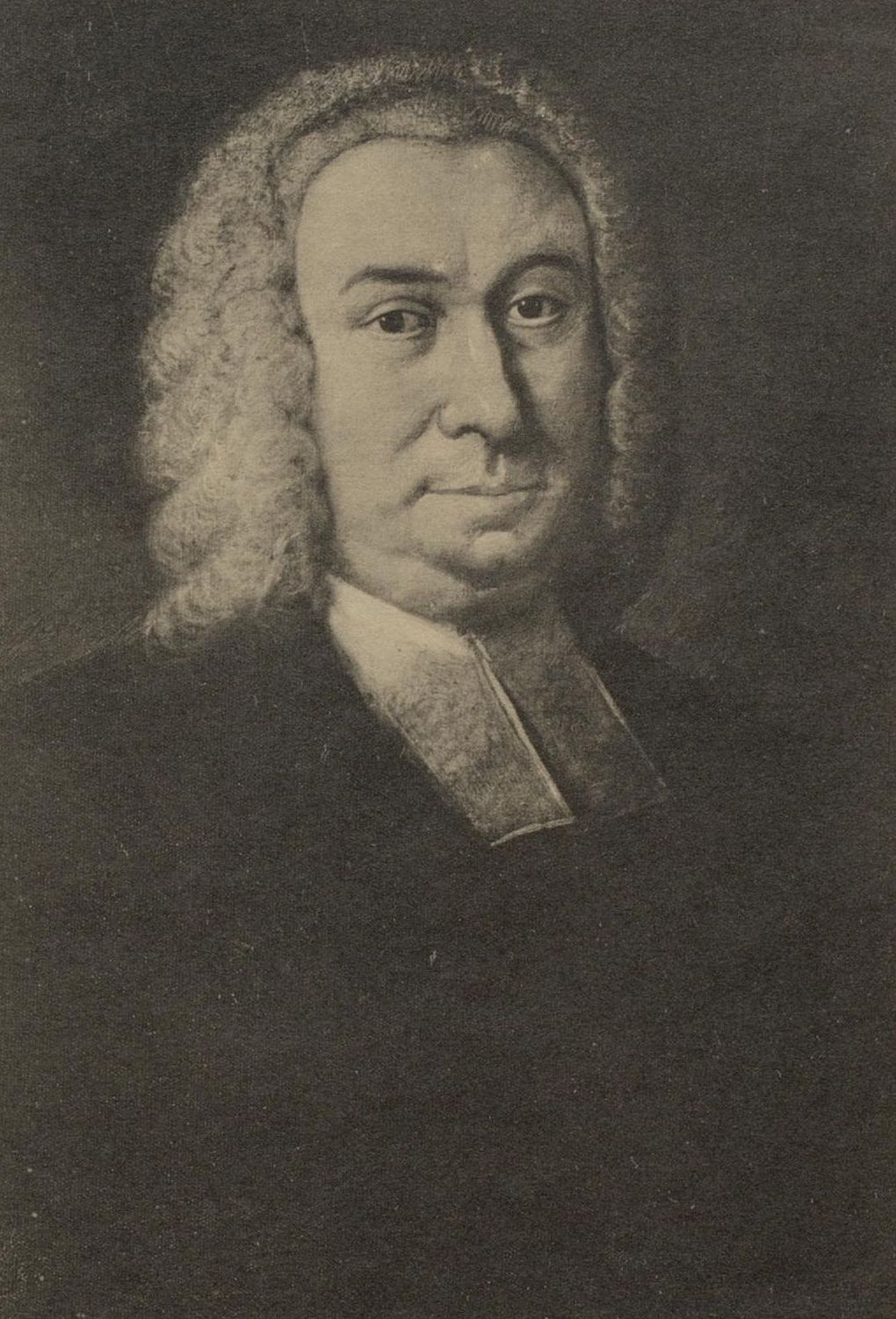
Georg Heinrich Riebow

Georg Heinrich Riebow, latinisiert auch Ribovius (* 8. Februar 1703 in Lüchow (Wendland); † 22. August 1774 in Hannover) war ein deutscher lutherischer Theologe, Konsistorialrat und Generalsuperintendent der Generaldiözese Hoya-Diepholz.

## Leben
Riebow studierte an den Universitäten Halle und Helmstedt und war ab 1732 Oberhofprediger in Quedlinburg, ehe er 1736 als erster Pastor an der St.-Johannis-Kirche nach Göttingen berufen wurde, wo er auch eine Professur für Theologie innehatte. 1759 wurde er erster Pastor an der Neustädter Hof- und Stadtkirche St. Johannis in Hannover und zugleich Mitglied des Konsistoriums. Von 1762 bis 1774 war er auch Generalsuperintendent von Hoya-Diepholz.

## Werke
- Gründlicher Beweiß Daß die Geoffenbahrte Religion nicht könne aus Der Vernunfft erwiesen werden, : nebst einer kurtzen Wiederlegung Des Tindals (Göttingen 1740)
- Commentatio De Apostolatv Ivdaico Speciatim Pavli (Göttingen 1745)
- Praemissa Commentatione De Christo primogenito ex mortuis (Göttingen 1753)
- Praemissa Commentatione De Arte semper gaudendi ex Resurrectione Christi haurienda (Göttingen 1755)
- Praemissa Commentatione De Initio Mvneris Apostolici S. Pavli (Göttingen 1756)
- Praemissa Disqvisitione De Moralitate Apiotias (Göttingen 1757)